# Mahmoud Dahoud
Mahmoud Dahoud (* 1. ledna 1996 Amuda) je německý profesionální fotbalista syrského původu, který hraje na pozici středního či defensivního záložníka za anglický klub Brighton & Hove Albion FC. V roce 2020 odehrál také 2 utkání v dresu německé reprezentace.

## Život
Mahmoud Dahoud se narodil 1. ledna 1996 v syrském městě Amuda s kurdskou menšinou na severu země u hranic s Tureckem. Jeho rodiče s ním ve stejném roce (v jeho 10 měsících věku) odcestovali do Německa, uprchli před režimem Háfize al-Asada. Je prvním fotbalistou narozeným v Sýrii, který nastoupil v německé Bundeslize.

## Klubová kariéra

### Borussia Mönchengladbach
Dahoud je odchovancem Borussie Mönchengladbach. Dahoud do prvního týmu Gladbachu nakoukl v sezoně 2014/2015, aby se následně stal jedním ze stabilních článků základní sestavy.
Dahoud v listopadu 2016 oznámil, že dohraje sezonu 2016/17 v Borussii Mönchengladbach. O talentovaného záložníka byl zájem v Premier League a Serii A.
V dresu Gladbachu odehrál v Bundeslize 52 zápasů a dal šest branek, dalších sedmnáct startů si na své konto připsal v Lize mistrů a Evropské lize.

### Borussia Dortmund
V létě 2017 se Dahoud i přes zájem Manchesteru City či Juventusu rozhodl pokračovat v německé nejvyšší soutěži, když přestoupil do Dortmundu. Dahoud uzavřel s vestfálským klubem smlouvu na pět let. V Gladbachu měl kontrakt jenom do června 2018 a Hříbata podle médií za něj dostala deset milionů eur, což byla suma stanovená ve výstupní klauzuli.
Za Borussii Dortmund nastoupil poprvé v srpnovém utkání německého superpoháru proti Bayernu Mnichov a jeho debut trval 45 minut. Pak jej trenér Peter Bosz vystřídal, neboť Dahoud ještě nebyl připraven odehrát celé utkání.
Dahoud vysoká očekávání však nenaplnil, na čemž se podepsala také častá zranění.
Dahoud opustil Borussii Dortmund v létě 2023 po šesti letech, jelikož se nedočkal prodloužení končící smlouvy na konci sezóny 2022/23, ve které nastoupil jenom do pěti ligových utkání.
Dahoud během více než pěti a půl roku nastoupil za Dortmund do 137 soutěžních zápasů, v nichž zaznamenal pět gólů a 16 asistencí. Jednou z nich v sezoně 2020/21 pomohl Dortmundu ve finále DFB-Pokalu porazit RB Lipsko, rok předtím zapsal triumf v domácím Superpoháru.

### Brighton & Hove Albion FC
Dahoud se jako volný hráč dohodl v létě 2023 na čtyřleté smlouvě s anglickým Brightonem.

## Reprezentační kariéra
Mahmoud Dahoud nastupoval za německé mládežnické reprezentace U18, U19, U20 a U21.
Zúčastnil se Mistrovství Evropy hráčů do 21 let 2017 v Polsku, kde s týmem získal titul (historicky druhý pro Německo).